# Julius Poensgen

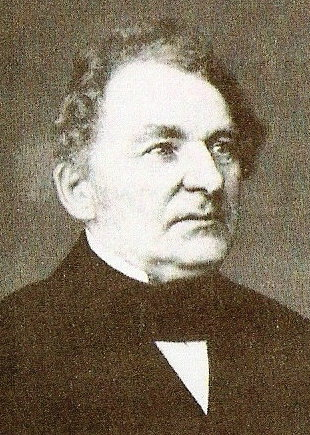
Julius Poensgen

Julius Poensgen (* 15. Februar 1814 in Kirschseiffen bei Hellenthal, Eifel; † 11. Dezember 1880 in Düsseldorf) war ein deutscher Unternehmer. Er stammt von der weitverbreiteten Eifeler Unternehmerfamilie Poensgen ab, deren Angehörige seit Mitte des 15. Jahrhunderts im Raum Schleiden als Reidemeister Eisenhütten betrieben. Einige Linien übersiedelten nach Düsseldorf und waren dort maßgeblich am Aufbau der rheinischen Eisen-, Stahl- und Röhrenindustrie beteiligt.

## Leben und Wirken
Julius Poensgen war der Sohn des Dürener Textilfabrikanten Daniel Gisbert Poensgen (1774–1817) und dessen Ehefrau Gertrud Poensgen geb. Schmidt. Er war nach seiner Ausbildung zunächst tätig bei der Jünkerather Gewerkschaft in Jünkerath bei Stadtkyll in der Eifel, deren alleiniger Eigentümer sein Verwandter Carl Poensgen (1802–1848) war. Danach machte er sich selbstständig und betrieb zusammen mit seinem jüngeren Bruder Albert Poensgen in den Eifelorten Gemünd und Mauel ein Bleiröhrenwerk, eine Nagelfabrik und einen Betrieb zur Herstellung von Heizungsanlagen, die von den beiden Brüdern getrennt geführt wurden. Im Jahre 1847 wurden die einzelnen Unternehmen unter der Firma Gebr. Poensgen zusammengefasst. Nicht eingeschlossen war jedoch das Albert Poensgen gehörende Röhrenwerk, das 1860 nach Düsseldorf verlegt wurde. Aus ihm ging 1872 durch die Zusammenlegung mit den Düsseldorfer Hütten- und Walzwerken seiner Verwandten Gustav Poensgen und Rudolf Poensgen die Düsseldorfer Röhren- und Eisenwalzwerke AG vorm. Poensgen hervor.
Da Albert Poensgen mit dem Aufbau und der Erweiterung des Düsseldorfer Röhrenwerks voll in Anspruch genommen war, übernahm sein Bruder Julius Poensgen die Leitung des Unternehmens Gebr. Poensgen, das ebenfalls 1860 nach Düsseldorf verlegt wurde. Dort wurde mit der Fabrikation von Dampfheizungen mit der damals patentierten „Perking-Heizung“ begonnen. Abnehmer waren vor allem Hotels, Sanatorien, Krankenhäuser, aber auch Fabriken. Als Julius Poensgen 1880 starb, übernahm sein zu dieser Zeit erst 20-jähriger Sohn Reinhard Poensgen (1860–1924) die Nachfolge und entwickelte das Unternehmen, das 1906 in eine Aktiengesellschaft umgewandelt wurde, in 44-jähriger Tätigkeit zu einem führenden auf dem Gebiet der Konstruktion und Herstellung von Wäschereimaschinen. Im Jahr 1924 übernahm sein Sohn Siegfried Poensgen (1893–1955) die Geschäftsführung der Gebr. Poensgen AG. Auf der Düsseldorfer Ausstellung „GeSoLei“ von 1926 fanden die Poensgen-Dampfwäschereimaschinen große Aufmerksamkeit. Die Anteile an der Gebr. Poensgen AG gingen in den folgenden Jahren mehrheitlich auf Siegfried Poensgens Bruder Helmuth Poensgen über. Dieser war bis zu seinem Tod im Jahr 1945 Vorstandsmitglied der Vereinigte Stahlwerke AG und Aufsichtsratsvorsitzender der Gebr. Poensgen AG.

## Familie

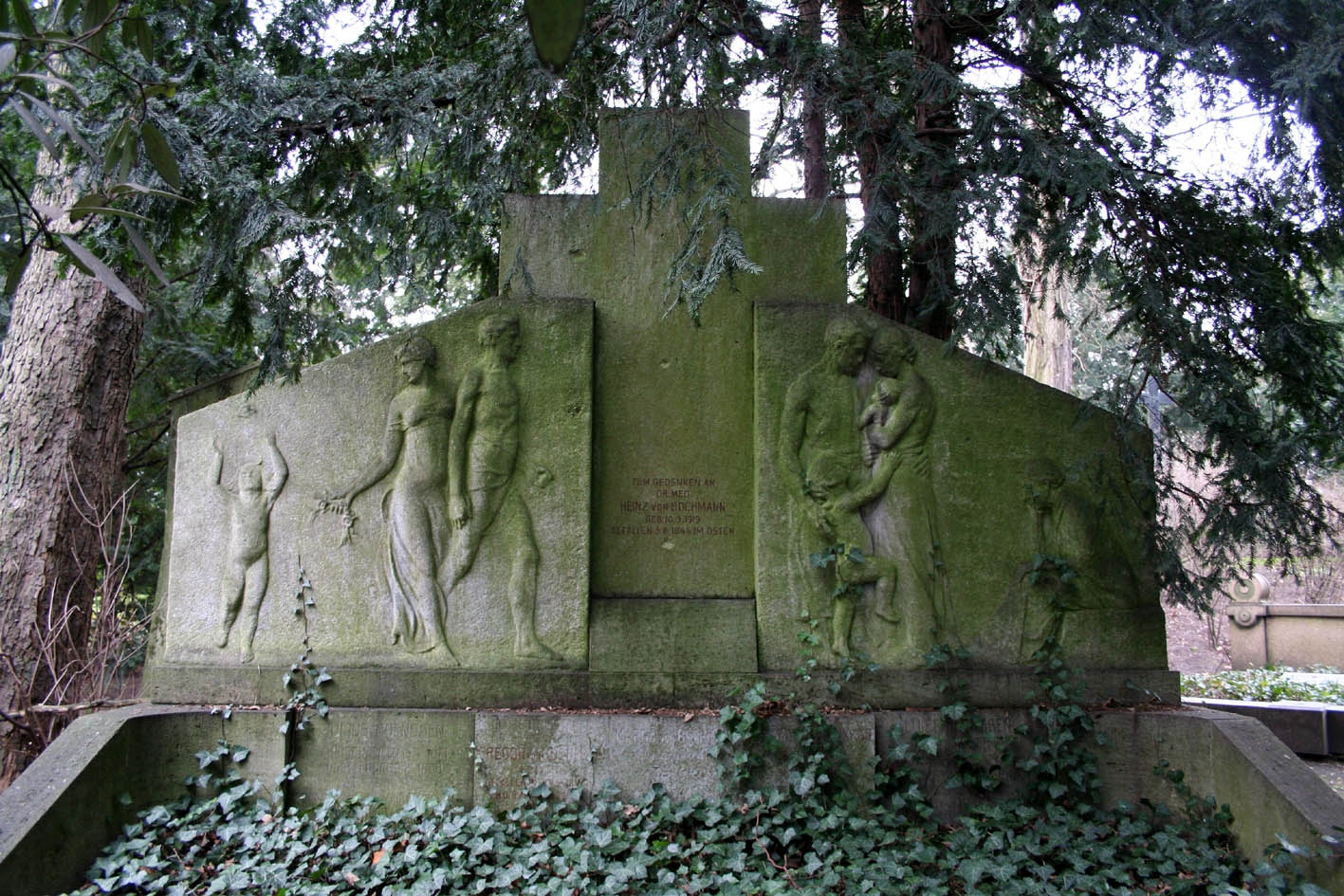
Grabmal für Julius und Louise Poensgen (2010)

Julius Poensgen war verheiratet mit Louise geb. Mayer (1829–1907), Tochter von Jacob Anton Mayer (1782–1857) aus Aachen, dem Buchhändler, Verleger und Gründer der Mayerschen Buchhandlung. Zusammen hatten sie vier Kinder. Poensgens Tochter Emilie (genannt Milla) (1856–1935) heiratete 1877 den Maler Gregor von Bochmann. Das Grabmal für Julius und Louise Poensgen auf dem Düsseldorfer Nordfriedhof schuf um 1907 ein Enkel, der Bildhauer Gregor von Bochmann der Jüngere. Das Relief stellt die „Vier Lebensalter“ dar.